# ジーニアス (辞典)
ジーニアス（GENIUS）は、大修館書店が発行している英和辞典と和英辞典のシリーズ名。大修館書店では、これらを「ジーニアス=ファミリー」と呼んでいる。

## 概要
「ジーニアス=ファミリー」のスタートである「ジーニアス英和辞典」の初版が発売された当時、他社の英和辞典に比べて、文法と語法、用法の説明が充実しているのが「ジーニアス英和辞典」の最大の特徴である。特に中学校や高校で学習する1000余語に及ぶ基本英単語に関する用法に関しては、非常に多くページが割かれており、その後、発売された他社の英和辞典に大きな影響を与えたと言われている。
本シリーズの頂点に位置し、イメージリーダーでもある「ジーニアス英和辞典」は、発行部数も約800万部（初版からの累計）を数え、大修館書店、および日本の英和辞典を代表する辞典の一つにもなっている。「高校二年生を中心に、中学生高学年から社会人まで」使える辞書を目指し編集されており、前述の特徴から中学生以上の学生や教員、実務者など幅広い分野に渡り、多くの人々に利用されていて、多くの電子辞書にジーニアス英和辞典、またはジーニアス英和大辞典がバンドルされている。
発売から20年ほど経過し、その間に改訂も着実に進んでいることから、「ジーニアス英和辞典」を学校での指定英和辞書として採用している学校も多い。
しかし、その一方で、オーラルコミュニケーションに力点を移しつつある現代の高校英語においては、一般の高校生にとって、内容、訳語、解説などの表現が難しすぎると敬遠する向きもある。
ジーニアス英和辞典内の記述に関する質問などは、大修館書店が発行している月刊誌『英語教育』のQuestion Boxのコーナーで取り上げられることもある。

## 主なシリーズ一覧

### 英和辞典
ジーニアス英和辞典
並装版以外に、革装版、机上版などがある。電子辞書やアプリ版などでは、書籍にない用例を増補した「ジーニアス用例プラス」を併録している場合がある。
- 初版 - 1987年11月発行。収録語数約75,000。ISBN 978-4-469-04103-3
  - 初版の「ジーニアス英和辞典」において、重要な動詞、形容詞に、s(stative)とd(dymamic)という表記を取り入れた。これは、「進行形や命令形で用いることができない動詞、形容詞(stative)」と、「もちいることができる動詞、形容詞(dymamic)」に分類したもので、学習二か国語辞典では初めての試み（編集者らは、これらの分類は、名詞のc(countable)とu(uncountable)に匹敵すると強調している）。しかしこれらの分類の表記は、「ジーニアス英和辞典（改訂版）」、およびそののちに編纂された「ジーニアス英和大辞典」に受け継がれたが、「ジーニアス英和辞典（第三版）」以降は表記されなくなった。
- 改訂版 - 1993年12月発行。収録語数約92,000。ISBN 978-4-469-04109-5
  - この改訂版は当初は単色刷で発行されたが、1994年には黒字+赤字の二色刷版が登場している。現在古書店等で出回っているものはこちらの二色刷の方が多い。
- 第三版 - 2001年11月発行。収録語数約95,000。ISBN 978-4-469-04158-3
- 第四版 - 2006年12月発行。収録語数約96,000。ISBN 978-4-469-04170-5
- 第五版 - 2014年12月発行。収録語数約105,000。ISBN 978-4-469-04180-4
  - 初版に携わった小西の手を離れて、南出康世が監修している。
- 第六版 - 2022年11月発行。収録語数約106,000。ISBN 978-4-469-04187-3
  - 南出に加えて中邑光男が監修に参加。

ジーニアス英和大辞典
- 書籍版 - 2001年4月発行。収録語数約255,000。ISBN 978-4-469-04131-6
- CD-ROM版 - 2002年9月発行。ISBN 978-4-469-79062-7
  - 「ジーニアス英和大辞典」は、大英和辞書でありながら、学習英和辞書に欠かせない情報である語法、用法などが余すところなく採用されている。そのため、電子辞書においては、用法と語彙の両面を充実させるため、学習英和辞書と大英和辞書が両方入っているケースが多いが、「ジーニアス英和大辞典」を採用している電子辞書では、英和辞書としてこの一冊だけの場合が多い。

高校生向け英和辞典
- フレッシュジーニアス英和辞典 
  - 初版 - 1989年4月発行。収録語数約55,500。
  - 改訂版 - 1992年4月発行。
  - 改訂版（二色刷） - 1993年4月発行。
- アクティブジーニアス英和辞典 - 1998年12月発行。収録語数約54,300。ISBN 978-4-469-04130-9
- プラクティカルジーニアス英和辞典 - 2004年11月発行。収録語数約60,000。ISBN 978-4-469-04168-2
- アクシスジーニアス英和辞典 - 2019年12月発行。収録項目約75,000。和英小辞典約25,000項目。ISBN 978-4-469-04185-9

初心者向け英和辞典
- ヤングジーニアス英和辞典 - 1991年12月発行。収録語数約35,000。ISBN 978-4-469-04107-1
- ベーシックジーニアス英和辞典
  - 初版 - 2003年4月発行。約40,000項目収録。ISBN 978-4-469-04161-3
  - 第2版 - 2017年11月発行。ISBN 978-4-469-04183-5

小型版英和辞典
- ハンディジーニアス英和辞典 - 1996年3月発行。ISBN 978-4-469-04129-3

### 和英辞典
ジーニアス和英辞典
- 初版 - 1997年12月発行。 収録語数約80,000。ISBN 978-4469041507
  - 「ジーニアス和英辞典」では、英和辞典を引き直すことがないように、日本語の見出しの下に英単語の中見出しを記述し、その下にそれぞれの語における、語法の解説を載せる「ハイブリッド方式」がとられている。ちなみにジーニアス英和辞典の二色刷よりも後に発売された関係から、こちらは当初より二色刷である。第4刷は2001年4月1日発行[1]。
- 第二版 - 2003年11月発行。収録語数約82,000。ISBN 978-4469041583
  - この第二版では、阪神タイガースが優勝した2003年発行という事から、タイガースびいきと取れる例文が多く掲載されていた[2]。
- 第三版 - 2011年11月発行。収録語数約83,000。ISBN 978-4469041750
  - 第三版は二色刷として、黒字+赤字ではなく、黒字+青字で構成されている。ハイブリッド方式は廃止された。

### 英単語・熟語集
ジーニアス英単語2500
- 初版 - 1997年2月発行。ISBN 978-4469342208
- 改訂版 - 2003年2月発行。ISBN 978-4469342291

ジーニアス英熟語1000
- 初版 - 1998年11月発行。ISBN 978-4469342307
- 改訂版 - 2003年2月発行。ISBN 978-4469342383

その他
- ジーニアス基礎英単語・英熟語1440 - 2003年2月発行。ISBN 978-4469342376